# 杭州地铁15号线
杭州地铁15号线是杭州地铁规划中的一条地铁线路，南起杭州市萧山区临浦镇，经上城区、拱墅区，北至临平区崇贤街道，连接临浦、南部卧城、钱江世纪城、钱江新城、智慧网谷、运河新城、崇贤等片区。

## 历史
- 2021年7月，杭州地铁集团发布《杭州市城市轨道交通第四期建设规划环评公众意见征询》，其中包括本线的亚太路站至崇贤站区间30座车站，长度约40.5公里。[2]
- 2023年12月20日，《杭州地铁15号线一期工程环境影响报告书（公示稿）》发布。本线全长41.02km，均为地下线，共设车站30座，其中换乘站15座，平均站间距1.41km。线路设蜀山南车辆基地和崇贤停车场，采用最高速度80km/h的Ah型车辆，初期、近期、远期均采用6辆编组。

## 站点

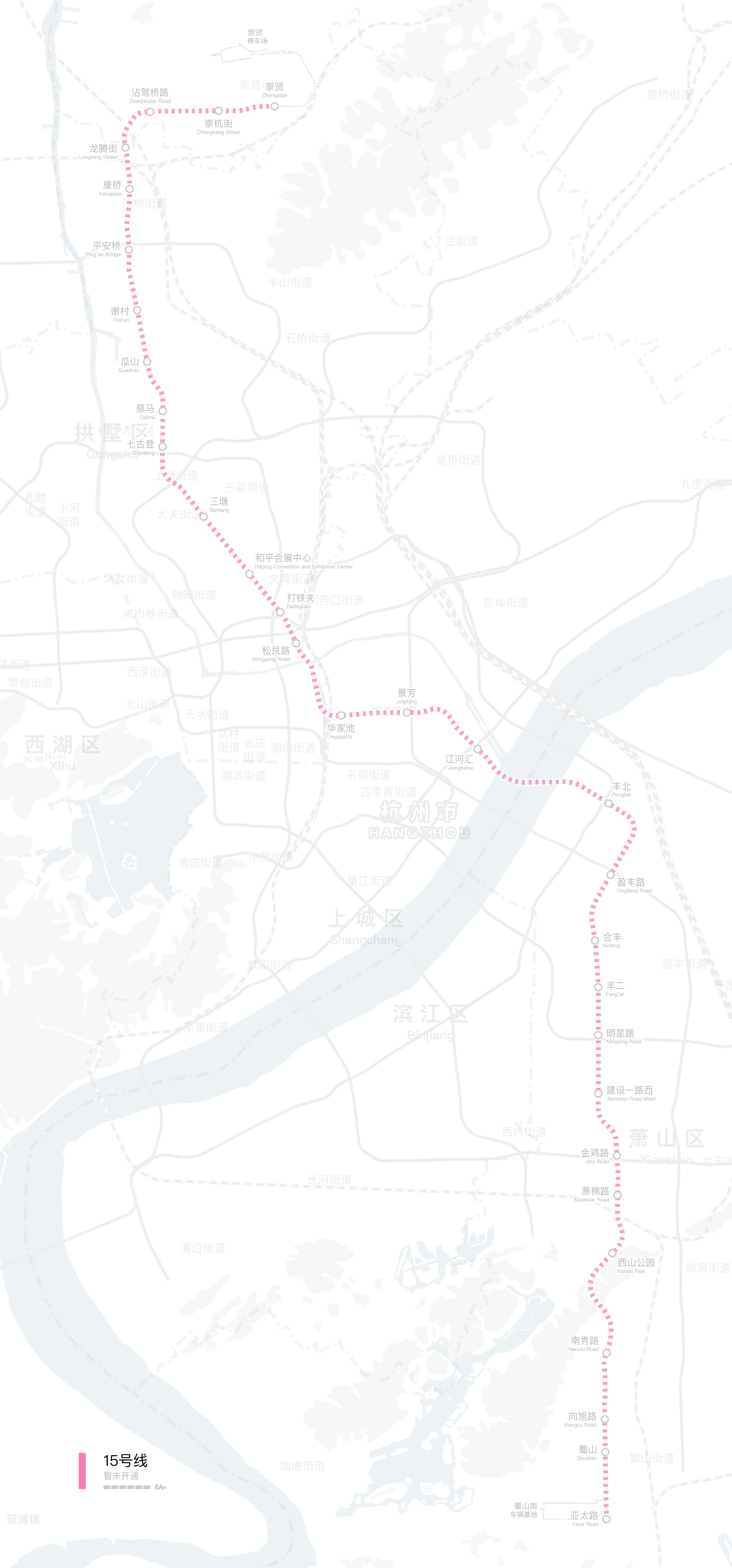
杭州地铁15号线线路图，按实际走向绘制

### 换乘站
15号线共有9座车站可与已开通及建设中线路换乘。此外，另有6座车站预留了与远期规划线路相关的换乘结构。

#### 未来换乘站
- 155 金鸡路 — 换乘5号线 通道换乘
- 157 明星路 — 换乘7号线 通道换乘
- 152 盈丰路 — 换乘2号线 通道换乘
- 156 丰北 — 换乘6号线 通道换乘
- 159 江河汇 — 换乘9号线 通道换乘
- 154 景芳 — 换乘4号线 通道换乘
- 1518 华家池 — 换乘18号线 T型换乘
- 1515 打铁关 — 换乘1号线、5号线 通道换乘
- 154 平安桥 — 换乘4号线 通道换乘

#### 预留换乘站
- 1510 亚太路 — 预留L型换乘
- 1524 向旭路 — 预留结构未知
- 151 南秀路 — 预留L型换乘
- 1514 瓜山 — 预留T型换乘
- 1520 康桥 — 预留L型换乘
- 1514 崇杭街 — 预留T型换乘

### 车站列表
| 区段 | 站名         | 里程 （千米） | 换乘路线         | 所在地 | 站台形式         | 启用日期 |
| ---- | ------------ | ------------- | ---------------- | ------ | ---------------- | -------- |
| 一期 | 亚太路       | 13.1          | 不適用           | 萧山区 | 地下二层岛式     | 未开通   |
| 一期 | 蜀山         | 14.5          | 不適用           | 萧山区 | 地下二层岛式     | 未开通   |
| 一期 | 向旭路       | 15.3          | 不適用           | 萧山区 | 地下二层岛式     | 未开通   |
| 一期 | 南秀路       | 16.6          | 不適用           | 萧山区 | 地下二层岛式     | 未开通   |
| 一期 | 西山公园     | 18.7          | 不適用           | 萧山区 | 地下二层岛式     | 未开通   |
| 一期 | 萧棉路       | 20.5          | 不適用           | 萧山区 | 地下二层一岛一侧 | 未开通   |
| 一期 | 金鸡路       | 21.3          | █ 5号线          | 萧山区 | 地下三层岛式     | 未开通   |
| 一期 | 建设一路西   | 22.8          | 不適用           | 萧山区 | 地下二层岛式     | 未开通   |
| 一期 | 明星路       | 24.0          | █ 7号线          | 萧山区 | 地下三层岛式     | 未开通   |
| 一期 | 丰二         | 25.0          | 不適用           | 萧山区 | 地下二层岛式     | 未开通   |
| 一期 | 合丰         | 26.0          | 不適用           | 萧山区 | 地下二层岛式     | 未开通   |
| 一期 | 盈丰路       | 27.5          | █ 2号线          | 萧山区 | 地下三层岛式     | 未开通   |
| 一期 | 丰北         | 29.4          | █ 6号线          | 萧山区 | 地下三层岛式     | 未开通   |
| 一期 | 江河汇       | 32.6          | █ 9号线          | 上城区 | 地下三层侧式     | 未开通   |
| 一期 | 景芳         | 34.5          | █ 4号线          | 上城区 | 地下三层岛式     | 未开通   |
| 一期 | 华家池       | 35.9          | █ 18号线（在建） | 上城区 | 地下三层岛式     | 未开通   |
| 一期 | 松艮路       | 37.9          | 不適用           | 拱墅区 | 地下四层岛式     | 未开通   |
| 一期 | 打铁关       | 38.6          | █ 1号线 █ 5号线  | 拱墅区 | 地下四层岛式     | 未开通   |
| 一期 | 和平会展中心 | 39.4          | 不適用           | 拱墅区 | 地下二层岛式     | 未开通   |
| 一期 | 城北体育公园 | 41.2          | 不適用           | 拱墅区 | 地下二层岛式     | 未开通   |
| 一期 | 七古登       | 43.0          | 不適用           | 拱墅区 | 地下四层岛式     | 未开通   |
| 一期 | 蔡马         | 43.8          | 不適用           | 拱墅区 | 地下二层岛式     | 未开通   |
| 一期 | 瓜山         | 45.0          | 不適用           | 拱墅区 | 地下二层岛式     | 未开通   |
| 一期 | 谢村         | 46.0          | 不適用           | 拱墅区 | 地下二层岛式     | 未开通   |
| 一期 | 平安桥       | 47.4          | █ 4号线          | 拱墅区 | 地下三层岛式     | 未开通   |
| 一期 | 康桥         | 48.7          | 不適用           | 拱墅区 | 地下二层岛式     | 未开通   |
| 一期 | 龙腾街       | 49.6          | 不適用           | 拱墅区 | 地下二层岛式     | 未开通   |
| 一期 | 沾驾桥路     | 50.6          | 不適用           | 临平区 | 地下二层岛式     | 未开通   |
| 一期 | 崇杭街       | 51.9          | 不適用           | 临平区 | 地下三层岛式     | 未开通   |
| 一期 | 崇贤         | 53.3          | 不適用           | 临平区 | 地下二层岛式     | 未开通   |